# Butjas järnvägsstation
Butjas järnvägsstation är en järnvägsstation i staden Butja nordväst om Kiev i Ukraina.
Staden Butja uppstod på grund av byggandet av den statligt finansierade järnvägslinjen mellan Kiev och Kovel från 1899. Stationen började uppföras 1900 som en del av anläggandet av järnvägen Kiev - Kovel och invigdes 1901. År 1959 elektrifierades linjen på sträckan Kiev - Vorzel och började trafikeras av förortståg.
Stationsbyggnaden är dekorerad med flera torn, vilket gör att den har ett palatsliknande utseende. Den renoverades inför etthundraårsjubileet 2001.

## Bildgalleri

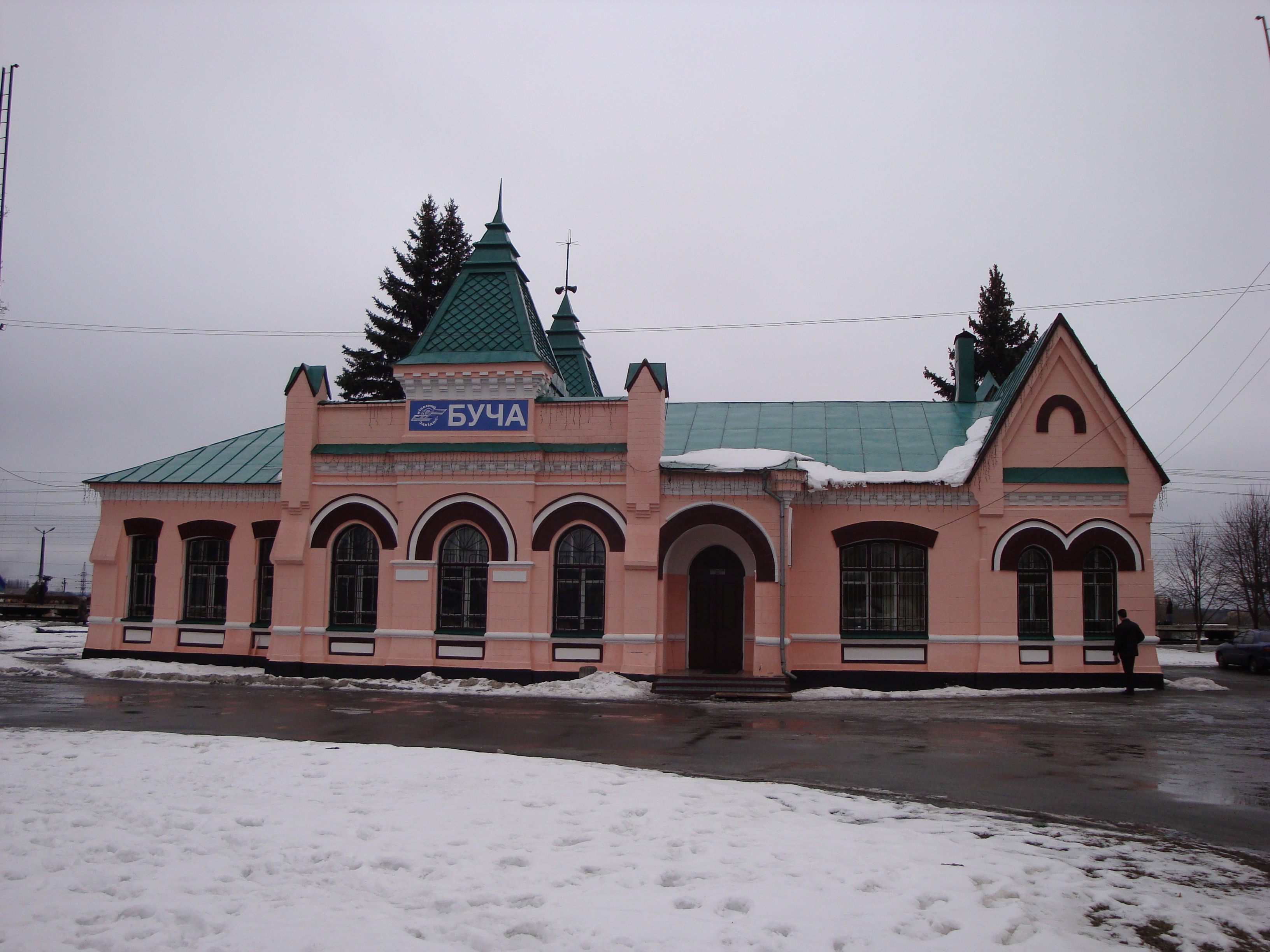
Fasaden mot staden
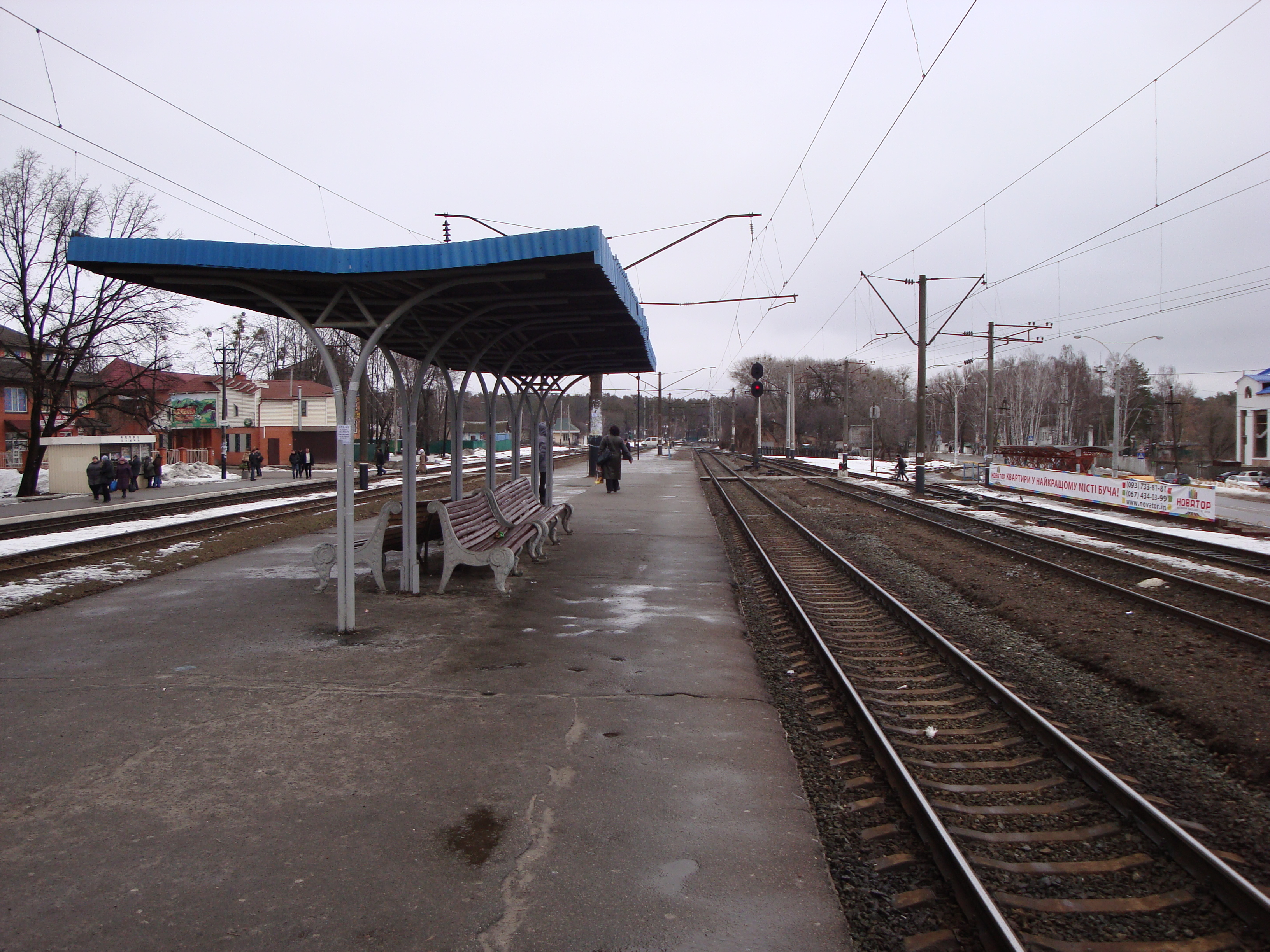
Dubbelperrongen
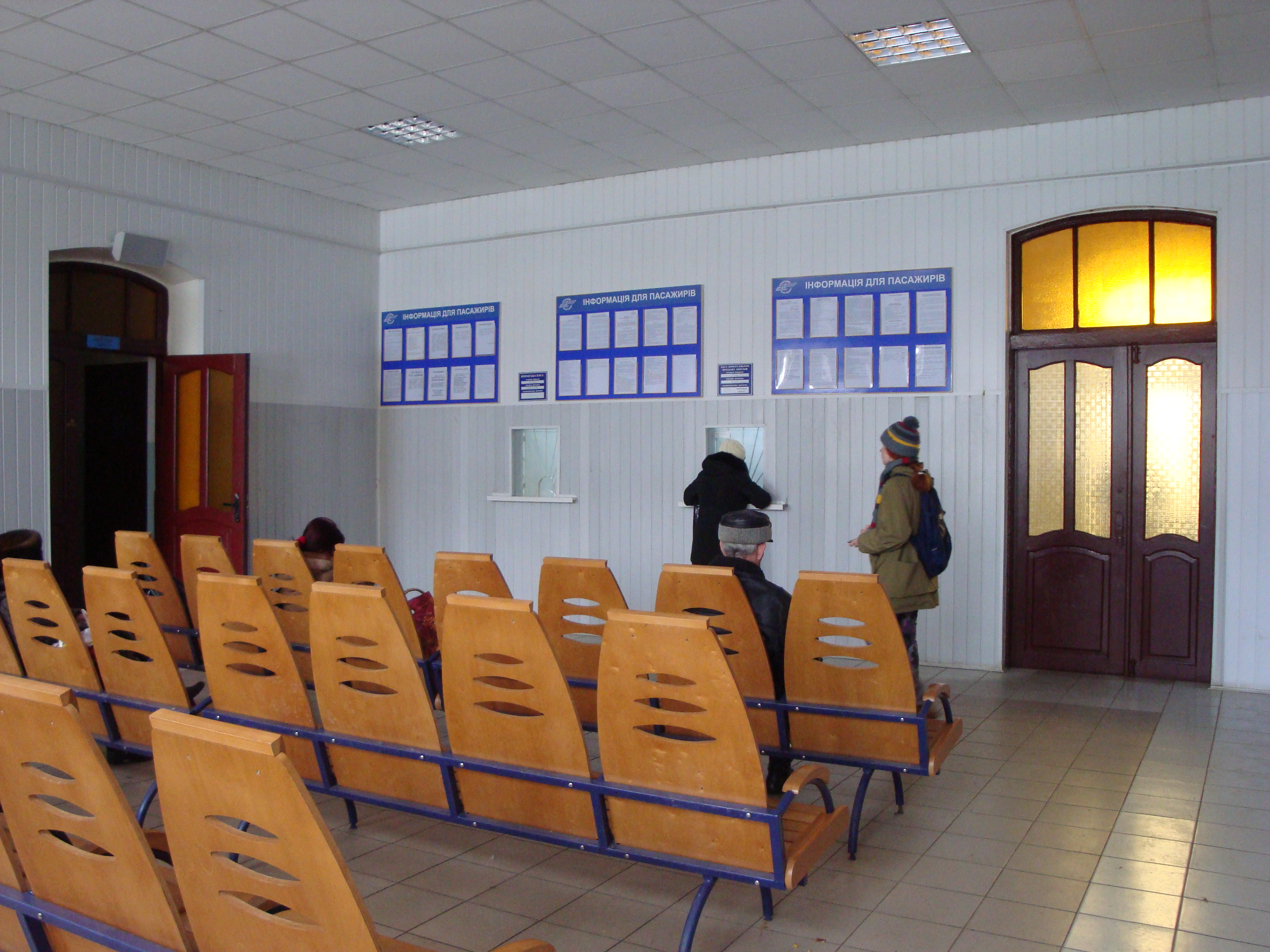
Väntsalen